# Ernst Rau

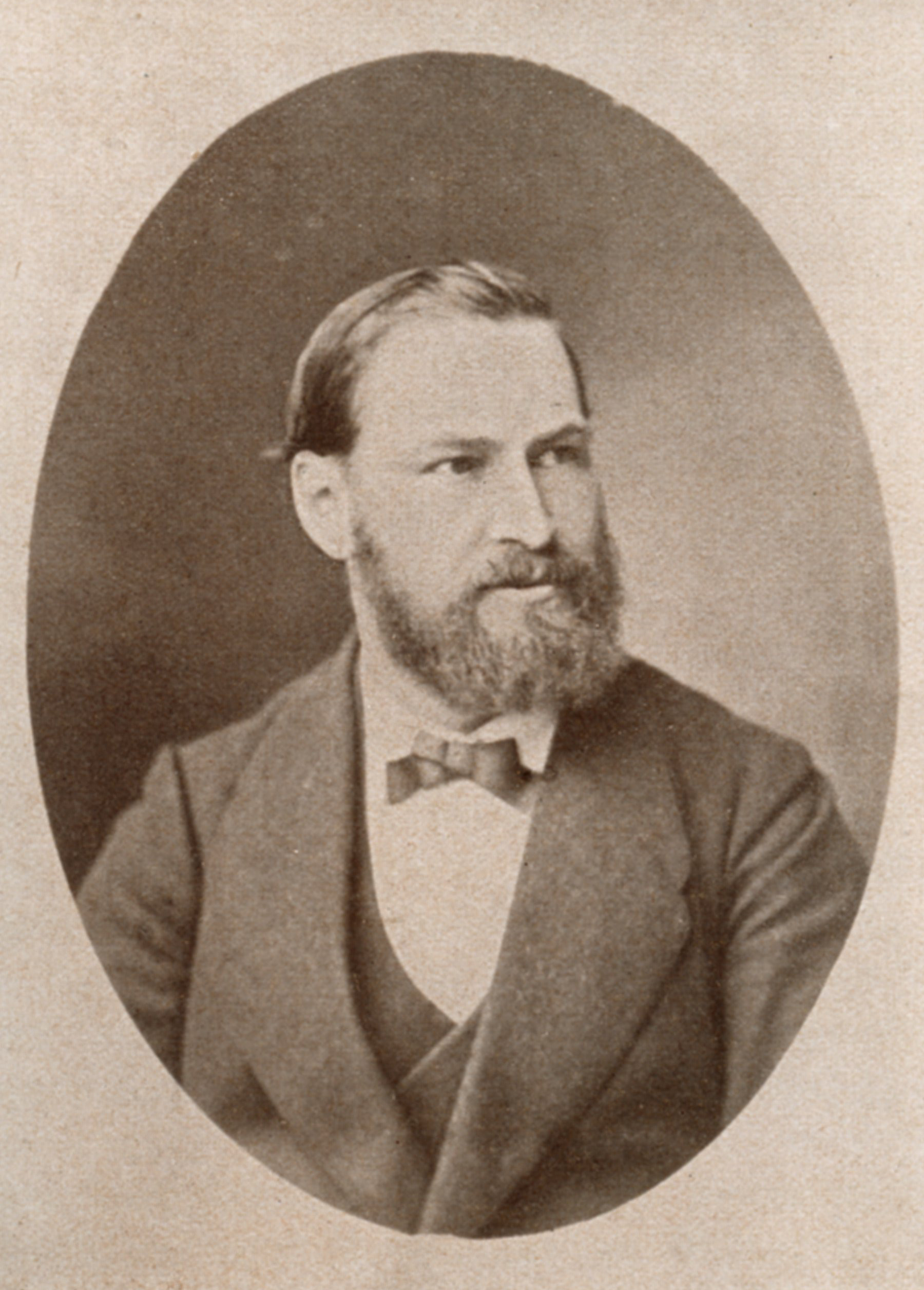
Ernst Rau

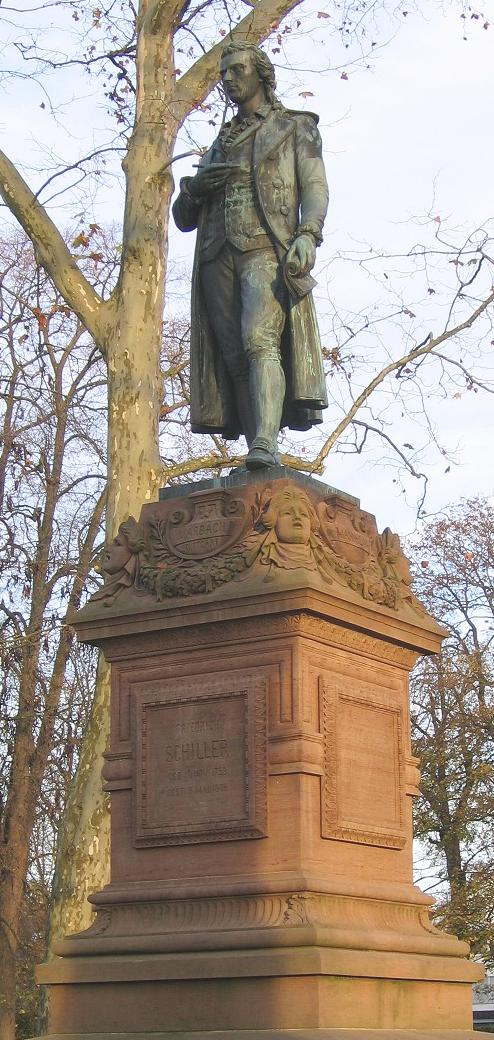
Schillerstatue in Marbach am Neckar

Ernst Rau (* 7. Dezember 1839 in Biberach an der Riß; † 24. August 1875 in Stuttgart) war ein deutscher Bildhauer. 

## Leben
Als Sohn eines Glasermeisters wuchs Ernst Rau in Biberach an der Riß auf. Er erhielt nach dem Besuch der Realschule und Fortbildungsschule Zeichenunterricht beim Biberacher Kunstmaler Johann Baptist Pflug. Ab 1855 besuchte er die Stuttgarter Kunstschule bei Professor Theodor Wagner. Nach dem Studium besuchte er Berlin und Paris.
Am 25. August 1875 fand man den 36-jährigen Künstler in seiner Stuttgarter Junggesellenwohnung tot in seinem Bett. Er war an Blutsturz gestorben.

## Werk
- 1863 entwarf er den 1864 ausgeführten und im Zweiten Weltkrieg zerstörten Stuttgardia-Brunnen in Stuttgart.
- Sein erstes großes Werk war 1865 die bronzene Uhland-Büste in Stuttgart an der Liederhalle, die seit 1955 auf der Uhlandshöhe steht.
- Für Esslingen am Neckar entwarf er 1868 eine Bronzebüste von Karl Pfaff, die auf der Maille steht.
- Er schuf zahlreiche Figurengruppen in Stuttgart und auch für das Portal des Zürcher Hauptbahnhofs.
- Erst 1876 wurde mit dem Schiller-Denkmal auf der Schillerhöhe in Marbach am Neckar sein wohl bekanntestes Werk aufgestellt, der Kopf der bronzenen Schiller-Statue folgt in der Darstellung dem berühmten Schillerkopf des Bildhauers Johann Heinrich Dannecker.